# Politica industriale
Con politica industriale, in economia e in particolare nellapolitica economica, si indica l'insieme di misure adottate a livello politico comprese appunto all'interno della politica economica, a sostegno del settore industriale o secondario di uno Stato o altro ente. 

## Descrizione
In concetto ha senso dunque nei modelli di economie pianificate ed economie miste, perdendo invece di senso nelle economie di mercato pure. 
Misure del genere sono adottate per la conservazione e lo sviluppo in termini di produzione, produttività, fatturato, profitto e con esso i livelli occupazionali associati, con ricadute e benefici sull'intero sistema economico del paese in termini di crescita o conservazione dell'attuale livello di sviluppo economico. 
Un piano industriale statale in tal senso può ad esempio caratterizzarsi attraverso una programmazione economica che preveda sgravi fiscali e incentivi ad imprese per scongiurare fuga all'estero di capitali e aziende, finanziamenti per ricerca e sviluppo per aumentare competitività, scelte sulla tipologia di industria da privilegiare ecc. Ad esempio la politica industriale adottata dal regime fascista in Italia mirava all'autosufficienza economica della nazione italiana o autarchia. Sempre in Italia particolarmente attivo in politica industriale fu l'IRI dal periodo fascista fino al 2002.
L'espressione può riferirsi anche alla singola azienda privata (industria) inteso come insieme di decisioni strategiche assunte dal management aziendale per il benessere economico dell'azienda stessa (aumento dell'utile o profitto) come ad esempio attraverso opportune politiche di marketing, ampliamento di beni prodotti, riqualificazione e ristrutturazione dell'organizzazione aziendale.